# 미국 의회 인명사전
미국 의회 인명 사전은 미국의 과거와 현재의 의원들에 대한 경력을 기록한 사전이다.